# Наша лучшая любовь
Наша лучшая любовь (кит. трад. 永遠的第一名, 第二名的逆襲, пиньинь Yǒngyuǎn de dì yī míng, dì èr míng de nìxí) — тайваньский телесериал, спродюсированный компанией Result Entertainment для стримингового сервиса Tencent Video. Первый сезон истории рассказывает о зарождении чувств и начале отношений двух однокурсников, Гао Шидэ (Линь Цзыхун) и Чжоу Шуи (Ян Юйтэн). Действия второго сезона происходят через пять лет после выпуска героев из колледжа.
Первый сезон сериала под названием «Номер один для тебя» (кит. 永遠的第一名) выходил на Tencent Video c 8 января по 12 февраля 2021 года каждую пятницу. 19 февраля на платформу был загружен специальный эпизод, предвещающий продолжение истории. Второй сезон стартовал 5 марта под названием «Контратака номера два» (кит. 第二名的逆襲) и транслировался по тому же расписанию до 9 апреля 2021 года.
25 июня 2021 года состоялась премьера специальной версии сериала. В неё вошли все сцены, вырезанные в процессе монтажа финальной картины.

## Сюжет
История разворачивается вокруг отношений двух парней, Чжоу Шуи и Гао Шидэ, которым предстоит столкнуться с собственными внутренними конфликтами и преодолеть недоразумения, угрожающие их любви.

## Главные роли
- Линь Цзыхун — Гао Шидэ (однокурсник Чжоу Шуи (первый сезон) / генеральный директор Hua Cing Technology (второй сезон))
- Ян Юйтэн — Чжоу Шуи (сын богатого японского бизнесмена, однокурсник Гао Шидэ (первый сезон) / вице-президент Cheng Yi Group (второй сезон))

## Второстепенные роли
Второстепенные роли
- Чжан Жуйцзя — Пэй Шоуи (старший двоюродный брат Гао Шидэ с аффективным расстройством, школьный врач (первый сезон) / заведующий пабом (второй сезон))
- Ши Чжитянь — Юй Чжэньсюань (воспитанник Пэй Шоуи с синдромом Аспергера, выпускник старшей школы (первый сезон) / технический директор Hua Cing Technology (второй сезон))
- Ло Дэхун — Лю Бинвэй (лучший друг Чжоу Шуи (первый сезон) / коллега Чжоу Шуи по Cheng Yi Group (второй сезон))
- Ли Ци — Ши Чжэюй (лучший друг Гао Шидэ (первый сезон) / коллега Чжоу Шуи по Cheng Yi Group (второй сезон))
- Зак Фаньцзян — Фан Чжэнвэнь (лучший друг Чжоу Шуи, парень Цзян Юйсинь)
- Синь Цзяин — Цзян Юйсинь (лучшая подруга Чжоу Шуи, девушка Фан Чжэнвэня)
- Су Да – Шань Чжи (работник Hua Cing Technology)
- Хуан Аньжуо – Да Линь (работник Hua Cing Technology)
- Чэн Жоншань – Сяо Лу (работница Hua Cing Technology)
- Вэнь Сюди – И Мянь (работница Hua Cing Technology)
- Сюй Найхань — мать Гао Шидэ
- Ёдза Эрику — отец Чжоу Шуи

Гостевые роли
- Чоу Шутянь (Алекс Чоу) – бармен, знакомый Пэй Шоуи
- Ся Тэнхун – организатор игр
- Ли Мун – участница драматического кружка
- Чэн Тереса – подруга Цзян Юйсинь, влюблённая в Чжоу Шуи

## Обзор сезонов
Номер один для тебя (2021)
Чжоу Шуи уставился на школьный табель успеваемости и снова увидел над собой имя Гао Шидэ. Он постоянно занимал второе место с тех пор, как этот парень появился в его жизни. Поэтому Шуи был безумно счастлив поступить в колледж и разорвать с ним все связи. Наслаждаясь студенческой жизнью, юноша присоединяется к своему любимому плавательному клубу, но по воле судьбы сталкивается с Шидэ на соревнованиях. Это заставляет его задуматься, почему он всегда следовал за ним.
Контратака номера два (2021)
Спустя пять лет после событий первого сезона, Гао Шидэ становится генеральным директором компании Hua Cing Technology, которая внезапно оказывается на грани выкупа. Представителем покупателя является никто иной, как Чжоу Шуи, возненавидевший своего возлюбленного за их неразрешённую разлуку. Шуи может всегда находиться на второй строке школьного рейтинга, однако теперь, когда на кону стоит судьба его собственной карьеры, у него нет причин отставать.

## Саундтреки
Музыкальное видео на песню «分手放手» (Hard To Let Go) было загружено на видеохостинг YouTube с субтитрами более чем на восьми языках. Всего за пять суток клип набрал 530 000 просмотров и 2 000 комментариев.
| Название песни | Английское название | Артист                 |
| -------------- | ------------------- | ---------------------- |
| 分手放手       | Hard To Let Go      | Alex Chou              |
| 唯一寫過的情書 | The Love Letter     | Alex Chou              |
| 水藍色情人     | Blue Lover          | 杨宇腾YU (Yang Yuteng) |
| 永不失聯的愛   | Unbreakable Love    | Eric Chou              |
| 問問           | Will You Be My Love | Kelly Cheng            |
| 我们           | We                  | Dadado Huang           |

## Кастинг
Съёмочная команда «Нашей лучшей любви» познакомилась с Ян Юйтэном (Чжоу Шуи) благодаря его собственной песне «Blue Lover», которая впоследствии стала одним из главных саундтреков сериала. К тому моменту сценарий был уже полностью написан. Команде удалось заполучить необработанные фотографии певца, после чего было принято решение пригласить его на прослушивание. Однако Юйтэн не имел никакого актёрского опыта, а его китайский не достигал совершенства в связи с японско-тайваньским происхождением.
В самом начале прослушивания Юйтэн играл вместе с Ло Дэхуном (Лю Бинвэй), а уже после присоединился к Линь Цзыхуну (Гао Шидэ), который до этого пробовался в паре с Ши Чжитянем (Юй Чжэньсюань). Цзыхун предложил Юйтэну разыграть сцену реслинга, в процессе которой слишком сильно толкнул стол на пол, расколов одну из ножек. Позже он объяснил, что хотел «испытать» своего экранного партнёра подобным образом.
Сцена реслинга произвела огромное впечатление на съёмочную команду сериала, из-за чего Ян Юйтэн и Линь Цзыхун были незамедлительно утверждены на роли Чжоу Шуи и Гао Шидэ
.